# Farandola (danza)

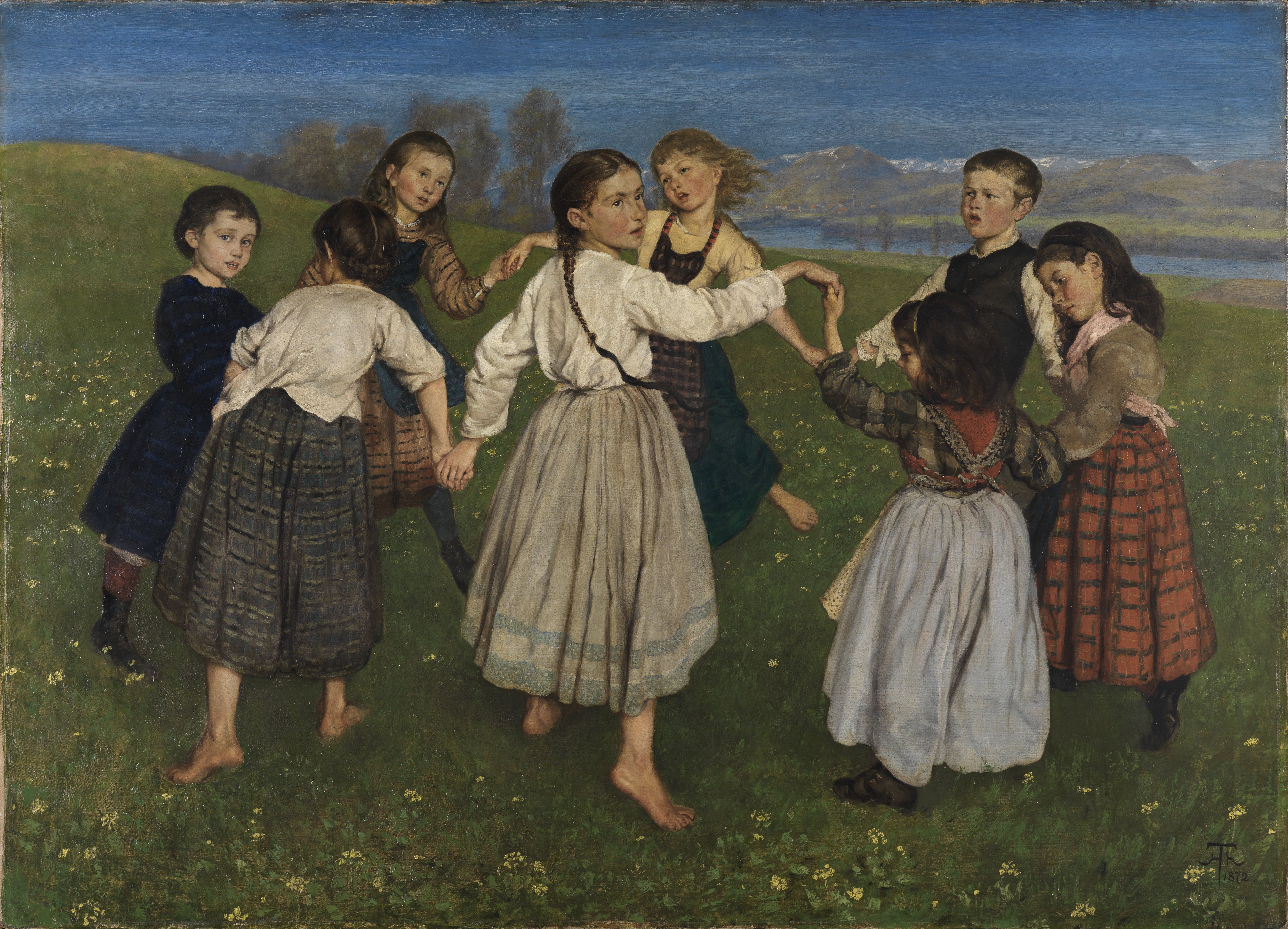
Farandole de Hans Thoma (1884).

La farandola o farándola es una danza tradicional francesa típica de la Provenza. Procede de distintos tipos de danza medievales.
Los participantes se dan la mano para formar una cadena y marcan cada tiempo con saltitos. Un "abbat-mage" (el que dirige la danza), sujetando una alabarda adornada con cintas, conduce la cadena.
En Niza encontramos distintas variedades de farandola con distintas modificaciones en sus pasos: el brandi, la mauresque (o mourisca), los passa cariera (los pasacalles españoles).